# Буркина Фасо на Светском првенству у атлетици на отвореном 2023.
Буркина Фасо су на 19. Светском првенству у атлетици на отвореном 2023. одржаном у Будимпешти од 19. до 27. августа учествовала деветнаести пут, односно, учествовала су на свим светским првенствима одржаним до данас. Репрезентацију Буркине Фасо представљала су 2 такмичара (1 мушкарац и 1 жена) који су се такмичили у 2 дисциплине (1 мушка и 1 женска).,
На овом првенству Буркина Фасо је по броју освојених медаља делила 18. место са 1 освојеном медаљом (1 златна).  У табели успешности према броју и пласману такмичара који су учествовали у финалним такмичењима (првих 8 такмичара) Буркина Фасо је са 2 учесника у финалу делила 37 место са 10 бодова.
| Плас. | Земља        | 1. место | 2. место | 3. место | 4. место | 5. место | 6. место | 7. место | 8. место | Бр. финал. | Бод. |
| ----- | ------------ | -------- | -------- | -------- | -------- | -------- | -------- | -------- | -------- | ---------- | ---- |
| =37.  | Буркина Фасо | 1        | 0        | 0        | 0        | 0        | 0        | 1        | 0        | 2          | 10   |

## Учесници
| Мушкарци: - Иг Фабрис Занго — Троскок | Жене: - Марта Коала — Скок удаљ |

## Освајачи медаља (1)

### Златна (1)
- Иг Фабрис Занго — Троскок

## Резултати

### Мушкарци
| Атлетичар       | Дисциплина | Лични рекорд | Квалификације | Квалификације | Полуфинале | Полуфинале | Финале   | Финале | Детаљи |
| Атлетичар       | Дисциплина | Лични рекорд | Резултат      | Место         | Резултат   | Место      | Резултат | Место  | Детаљи |
| --------------- | ---------- | ------------ | ------------- | ------------- | ---------- | ---------- | -------- | ------ | ------ |
| Иг Фабрис Занго | Троскок    | 18,07 д      | 17,12 кв      | 2. у гр. А    |            |            | 17,64    |        |        |

### Жене
| Атлетичарка | Дисциплина | Лични рекорд | Квалификације | Квалификације | Полуфинале | Полуфинале | Финале   | Финале      | Детаљи |
| Атлетичарка | Дисциплина | Лични рекорд | Резултат      | Место         | Резултат   | Место      | Резултат | Место       | Детаљи |
| ----------- | ---------- | ------------ | ------------- | ------------- | ---------- | ---------- | -------- | ----------- | ------ |
| Марта Коала | Скок удаљ  | 6,94         | 6,84          | 2. у гр. А    |            |            | 6,68     | 7 / 34 (36) |        |